# Трайпу (мікрорегіон)

Трайпу на карті штату Алагоас

Трайпу (порт. Microrregião de Traipu) — мікрорегіон в Бразилії, входить в штат Алагоас. Складова частина мезорегіону Сільськогосподарський район штату Алагоас. Населення становить 35 734 чоловік на 2003 рік. Займає площу 952 км². Густота населення — 37,5 чол./км².

## Склад мікрорегіону
До складу мікрорегіону включені наступні муніципалітети:
1. Олью-д’Агуа-Гранді
2. Сан-Брас
3. Трайпу

| Бразилія | Це незавершена стаття з географії Бразилії. Ви можете допомогти проєкту, виправивши або дописавши її. |